# Guy Vandersmissen
Guy Vandersmissen (25 de dezembro de 1957) é um ex-futebolista belga que competiu na Copa do Mundo FIFA de 1982.